# Avoise
Avoise település Franciaországban, Sarthe megyében. Lakosainak száma 572 fő (2022. január 1.). Avoise Asnières-sur-Vègre, Solesmes, Tassé, Dureil, Juigné-sur-Sarthe, Noyen-sur-Sarthe és Parcé-sur-Sarthe községekkel határos.

## Népesség
A település népességének változása:
| Lakosok száma | 587  | 617  | 634  | 612  | 599  | 585  | 579  | 570  | 572  |
|               | 2013 | 2015 | 2016 | 2017 | 2018 | 2019 | 2020 | 2021 | 2022 |